# Editorial Melusina
Editorial Melusina és una editorial espanyola, fundada per José Pons Bertran l'any 2002. Editorial Melusina pretén cobrir el buit editorial existent en l'àmbit de les ciències humanes i socials i aportar suggeridores formes d'interpretació de les noves realitats.
El seu catàleg es divideix en les col·leccions General, Circular, [sic], UHF i Serie Animal. Entre els diferents pensadors i assagistes que engloba destaquen Virginie Despentes, Alexander Berkman, el Grup Marcuse, Leszek Kolakowski, José Antonio Millán o Maria Llopis.